# ルイーゼ・フォン・ザクセン＝ゴータ＝アルテンブルク
ルイーゼ・フォン・ザクセン＝ゴータ＝アルテンブルク（Luise Dorothea Pauline Charlotte Fredericka Auguste von Sachsen-Gotha-Altenburg, 1800年12月21日 - 1831年8月30日）は、ザクセン＝コーブルク＝ザールフェルト公（のちザクセン＝コーブルク＝ゴータ公）エルンスト1世の最初の妃である。イギリス女王ヴィクトリアの夫であるアルバート公の生母として知られる。

## 生い立ちと家族
ルイーゼは1800年12月21日、ゴータにおいて、ザクセン＝ゴータ＝アルテンブルク公アウグストとその最初の妃ルイーゼ・シャルロッテ（メクレンブルク＝シュヴェリーン大公フリードリヒ・フランツ1世の娘）の一人娘として生まれた。彼女はゴータ＝アルテンブルク家の最後の直系子孫であった。

## 結婚生活と離婚
1817年7月、ルイーゼはザクセン＝コーブルク＝ザールフェルト公エルンストと結婚した。2人の間には2人の息子が生まれた。長男はのちにザクセン＝コーブルク＝ゴータ公となるエルンスト2世（1818年 - 1893年）、次男はイギリス女王ヴィクトリアの王配となるアルバート（1819年 - 1861年）である。
しかし、夫エルンストの度重なる浮気により、夫婦関係は悪化した。1824年には別居に至り、ルイーゼはリヒテンベルクに新たな住居を与えられた。この際、彼女は2人の息子たちから引き離され、一切の連絡を禁じられた。1826年3月にはエルンストとの結婚が正式に解消された。

## 領地再編とエルンストの地位
ルイーゼの叔父にあたるザクセン＝ゴータ＝アルテンブルク公フリードリヒ4世が後継者を残さずに死去すると、ヴェッティン家内のザクセン諸公の間で領地の再編が行われた。この結果、エルンストはザールフェルトと引き換えにゴータを獲得し、初代ザクセン＝コーブルク＝ゴータ公となった。

## 再婚と晩年
1826年10月、ルイーゼはかねてからの愛人であったアレクサンダー・フォン・ハンシュタイン男爵（のちにポルツィヒ及びバイアースドルフ伯となる）と秘密裡に再婚した。この再婚生活はルイーゼにとって幸せなものであったとされる。しかし、1831年2月に再婚の事実が露見したことで、彼女は息子たちと二度と会うことができなくなった。ルイーゼは同年8月30日、パリで癌のため30歳の若さで病死した。